# Silene alexandrae
Silene alexandrae är en nejlikväxtart som beskrevs av B. Keller. Silene alexandrae ingår i släktet glimmar, och familjen nejlikväxter. Inga underarter finns listade i Catalogue of Life.